# Шьобу (община)
Община Шьобу (на шведски: Sjöbo kommun) е разположена в лен Сконе, югоизточна Швеция с обща площ 509 km2 и население 18 401 души (към 31 декември 2013). Административен център на община Шьобу е едноименния град Шьобу.